# スミレツ
スミレツ（ブルガリア語: Смилец、Smilec、? - 1298年）は、第二次ブルガリア帝国の皇帝（ツァール、在位：1292年 - 1298年）。

## 生涯
ブルガリア貴族の出と考えられているが、彼の先祖は明確に判明していない。1292年に即位する前は兄弟のラドスラフ、ヴォイシルと共にバルカン山脈とスレドナ・ゴラ山脈にまたがる広い地域を支配していた。また東ローマ帝国（ビザンツ帝国）の王族コンスタンティン・パレオロゴス（皇帝ミカエル8世パレオロゴスの兄弟）の娘スミレツナを妻とし、東ローマと婚姻関係を持っていた。
彼の即位の経緯については、ゲオルギ1世テルテルの退位後、ジョチ・ウルス西部の有力者ノガイの後ろ盾によって登位した一点を除いて、不明確である。そのため、彼の治世はブルガリアにおけるジョチ・ウルスの影響力が最も高い時期だったと考えられている。1297年から1298年にかけてモンゴル軍がブルガリアに侵入、進路上の村落が略奪される事件が起きるが、モンゴル軍の略奪が行われたのは東ローマ領への入り口となるトラキア地方であり、ブルガリア本国はモンゴルの攻撃対象からは外れていたと思われる。
1296年（あるいは1297年）に娘のテオドラをセルビアの王子ステファン（後のステファン・ウロシュ3世デチャンスキ）に嫁がせ、関係の強化を図った。他方セルビアによる自国の領土の併合を認め、セルビアがヴィディンを攻撃したときにも防衛に積極的な態度を示さなかった。
1298年、ノガイの子チャカの侵入の開始を境として、スミレツの名前は史書から見られなくなる。おそらくはチャカによって殺害された、あるいは抗戦中に病没したと思われる。死後、子のイヴァン（en:Ivan II of Bulgaria）が一時的に帝位に就くがイヴァン2世は幼く、事実上の最高権力者はスミレツナであった。スミレツナはセルビア王ステファン・ウロシュ2世ミルティンにブルガリア全土を持参金とした婚姻を持ちかけるが、実現には至らなかった。

## 家族
スミレツはスミレツナとの間に三子をもうけた。
- イヴァン2世 - ブルガリア皇帝（1298年 - 1299年）
- テオドラ（en）（? - 1322年） - セルビア王ステファン・ウロシュ3世デチャンスキの妻
- マリナ（en）（1292年以前 - 1355年） - ゲオルギ1世テルテルの兄弟Aldimir（en）の妻